# Верни, Елена Константиновна
Елена (Августа) Константиновна Верни (6 [18] марта 1855, Вилькомирский уезд, Ковенская губерния, Российская империя — ?) — русская оперная певица (сопрано).

## Биография
Родилась 6 (18) марта 1855 года в Вилькомирском уезде Ковенской губернии. Рано проявив музыкальные способности, уже в 14 лет стала брать уроки вокала у Ф. Комиссаржевского. Занималась в Петербургском театральном училище у педагога Э. Гаммьери, стажировалась в Милане.
В 1878 году дебютировала в партии Маргариты («Фауст») в Казани (антреприза П. Медведева).
В 1881—1883 и 1887—1888 годах — солистка московского Большого театра (дебютировала в партии Тамары — «Демон» А. Рубинштейна).
Несколько лет (1883—1887) была солисткой петербургского Мариинского театра, дебютировав там партией Валентины в опере Дж. Мейербера «Гугеноты».
В фонде РГАЛИ имеется фотография Джузеппе Верди с дарственной надписью, подаренная им певице в 1882 году .

## Партии
- «Демон» А. Рубинштейна — Тамара (первая исполнительница, Большой театр)
- «Евгений Онегин» П. Чайковского — Татьяна (первая исполнительница на императорской сцене, Большой театр); по мнению критиков, «не сумела вникнуть в образ» и с осени 1883 года эту партию исполняла только Мария Климентова
- «Бал-маскарад» Верди — Амелия
- «Аида» Верди — Аида
- «Трубадур» Верди — Леонора
- «Русалка» А. Даргомыжского — Наташа
- «Дон Жуан» Моцарта — Дона Анна
- «Роберт-дьявол» Дж. Мейербера — Изабелла и Алиса